# Léba (departamento)
Léba é um departamento ou comuna da província de Zondoma no Burkina Faso. A sua capital é a cidade de Léba.
Em 1 de julho de 2018 tinha uma população estimada em 14741 habitantes.